# ألفونسو الأول ملك أشتوريش
ألفونسو الأولالمعروف بـ الكاثوليكي (el Católico؛ حوالي 693 – 757)؛ هو ملك أشتوريش الثالث منذ 739 حتى وفاته في 757، وفي عهده شهد امتداد نفود المسيحي في أشتوريش، بإعادة توطين جليقية وليون.
هو ابن بيدرو دوق كانتابريا، وصهر فافيلا، بحيث أنها زوج شقيقته إرميسيندا ابنة بلاي ملك أشتوريش الأول، خلفه في العرش ابنهما البكر فرويلا الأول .

## الذرية
كان لألفونسو وإرميسيندا ثلاثة أبناء؛ ولديه أيضا ابن غير شرعي واحد:-
- فرويلا الأول (722-768)؛ خليفته كـ ملك أستورياس بين عامي (757-768).
- فيمورنو؛ اغتيل في 765 من قبل أخيه.
- أدوسيندا قرينة سايلو ملك أشتوريش (حكم 783-789).
- موريجاتوس ملك أستورياس خلفاً لـ سايلو (حكم 783–788)؛ هو ابن جارية مسلمة اسمها سيسالدا.